# Robert Psenner
Robert Psenner (5 agosto 1942 – Bolzano, 27 novembre 2011 circa) è stato un hockeista su ghiaccio italiano.

## Biografia

### Carriera nell'hockey su ghiaccio
Psenner ha giocato per tutta la sua carriera (dal 1958 al 1969) con la maglia dell'Hockey Club Bolzano. Era parte della squadra che vinse il primo scudetto della storia dei biancorossi, al termine della stagione 1962-1963.
Ha anche disputato due incontri amichevoli con la maglia della nazionale azzurra, il primo nel 1963 contro la Germania Ovest, il secondo nel 1966 contro la Danimarca.

### Attività imprenditoriale
Fin dagli anni sessanta Psenner aveva rilevato un'attività commerciale sotto i portici di Bolzano, vendendo attrezzature sportive, e divenendo così molto noto in città.
La grande recessione aveva colpito anche la sua attività, costringendo il negozio ad interrompere l'attività. Ciò lo fece cadere in una grave forma di depressione.

### La scomparsa e la morte
Il 24 novembre 2011 scomparve dalla propria abitazione. Il suo cadavere fu ritrovato il successivo 30 novembre, nel magazzino del suo negozio, dove si era suicidato alcuni giorni prima.